# Relaciones Costa Rica-Dinamarca
Las relaciones Costa Rica-Dinamarca se refieren a las relaciones internacionales que existen entre Costa Rica y Dinamarca.

## Relaciones diplomáticas
- Costa Rica tiene una oficina consular en Copenhague.[1] La Embajada de Costa Rica en Noruega es concurrente en Dinamarca.[2]
- Dinamarca tiene una embajada en Bogotá, Colombia, acreditada para Costa Rica.[3]